# Gäddhuvudfisk
Gäddhuvudfisk (Luciocephalus pulcher) är en fiskart som först beskrevs av Gray, 1830.  Gäddhuvudfisk ingår i släktet Luciocephalus och familjen Osphronemidae. Inga underarter finns listade i Catalogue of Life.